# 王凯珍
王凯珍（1957年12月—），江苏泰州人，享受国务院特殊津贴专家，曾任首都体育学院副校长。

## 生平
1982年毕业于安徽师范大学体育系，留校任教。1991年考入北京体育大学研究生，1993年硕士毕业留校工作。曾任北京体育大学校长办公室副主任，科研处处长等职。2004年获北京体育大学博士学位。2007年任首都体育学院副校长。

## 学术贡献
主要从事社区体育、社会体育、高等体育教育管理等方面的研究。主持国家体育总局软科学课题等多项，研究成果获国家体委科技进步三等奖、北京市教学成果二等奖等。其博士论文“中国社会转型与城市社区体育发展”入选2006年全国优秀博士学位论文，为体育学科和北京体育大学首次入选百篇优秀博士论文。

## 社会兼职
国家社科基金体育学学科评审组专家，教育部全国高校体育教学指导委员会学科组副组长，国家体育总局中国体育发展战略研究会委员，中国教育学会体育与卫生分会副理事长兼幼儿体育教育研究会会长，中国高等教育学会体育专业委员会副理事长，中国体育科学学会体育社会科学分会副主任委员长。

## 家庭
- 丈夫：潘志琛，原国家体育总局排球运动管理中心主任。[6]